# Nibbler
Nibbler è un videogioco arcade di tipo rompicapo d'azione prodotto e distribuito nel 1982 da Rock Ola Manufacturing Corporation. È simile a Snake, ma in questo caso il serpente si muove in un labirinto di percorsi obbligati. Venne convertito ufficialmente per Atari 8-bit e Apple II da Datasoft, con il titolo Rock-Ola's Nibbler, mentre cloni non ufficiali apparvero per Commodore 64 e Amstrad CPC (per quest'ultimo ne pubblicò uno anche Rainbow Arts).

## Modalità di gioco
Il giocatore controlla con il joystick un serpente che si muove in un labirinto disseminato di puntini che costituiscono il suo cibo: una volta che questi sono stati tutti mangiati si passa al livello successivo.
Il labirinto è formato da 9x9 caselle, separate da pareti orizzontali e verticali, con forme che cambiano a seconda del livello. Il serpente avanza costantemente e non è in grado di tornare indietro, ma solo svoltare agli incroci; può sostare brevemente solo quando si ferma con il muso contro una parete in un incrocio a T.
Ogni puntino mangiato fa allungare il serpente, rendendo sempre più difficile la prosecuzione del livello in corso: infatti se il serpente va a toccare il suo stesso corpo, il giocatore perde una delle vite a sua disposizione. I puntini dovranno essere divorati prima che scada il tempo, pena anche in questo caso la perdita di una vita.
La velocità del serpente va sempre più aumentando col passare dei livelli, anche se l'animale ridiventa piccolo a ogni livello completato. Ogni quattro livelli si vince una vita.

## Storia
Nibbler è stato il primo videogioco con un contatore del punteggio programmato in modo tale da permettere di totalizzare miliardi di punti. Il primo giocatore a centrare quest'obiettivo fu lo statunitense Tim McVey, che il 17 gennaio del 1984 totalizzò 1.000.042.270 punti, ottenendo per questo gli onori ufficiali dalla sua città, che era proprio Ottumwa, sede di Twin Galaxies.
Nel 2013 i produttori Andrew Seklir e Tim Kinzy, finanziandosi con Kickstarter, hanno realizzato un film documentario su Nibbler, intitolato Uomo contro serpente: la lunga e contorta storia di Nibbler, in cui vengono ripercorse le imprese compiute da McVey e dall'italiano Enrico Zanetti (il giocatore che ha conservato più a lungo il titolo di campione mondiale). 